# Bruno Pesaola
Bruno Pesaola (ur. 28 lipca 1925 w Buenos Aires, zm. 29 maja 2015 w Neapolu) – włoski piłkarz pochodzenia argentyńskiego grający na pozycji pomocnika, trener.

## Kariera piłkarska
Bruno Pesaola karierę rozpoczął w 1939 roku w juniorach River Plate, w których grał do 1944 roku. Profesjonalną karierę rozpoczął w 1945 roku w Dock Sud, gdzie grał do 1946 roku.
Bruno Pesaola w 1947 roku wyjechał do Włoch, gdzie podpisał kontrakt z AS Romą, w barwach której zadebiutował w Serie A dnia 14 września 1947 roku w przegranym meczu wyjazdowym z Fiorentiną 0:1. Następnymi klubami w karierze Pesaoli były: Novara Calcio (1950–1952), SSC Napoli (1952–1960), Genoa CFC (1960–1961) i Scafatese, gdzie w 1962 roku zakończył karierę.

## Kariera reprezentacyjna
Bruno Pesaola grał w 1953 roku w reprezentacji Włoch B. Jedyny występ Pesaoli w seniorskiej reprezentacji miał miejsce w Neapolu dnia 26 maja 1957 roku podczas towarzyskiego meczu z reprezentacją Portugalii (0:3).

## Kariera trenerska
Bruno Pesaola po zakończeniu kariery rozpoczął karierę trenerską. W 1962 roku został trenerem SSC Napoli, gdzie w tym samym roku zdobył z tą drużyną Puchar Włoch, a w 1966 roku zdobył Coppa delle Alpi, trenował zespół do 1968 roku. W sezonie 1963–1964 pracował z US Savoia 1908. Następnie został trenerem Fiorentiny, z którym w sezonie 1968/1969 zdobył ostatnie do tej pory dla tego klubu mistrzostwo Włoch. Z klubu odszedł w 1971 roku.
Następnie trenował Bologna FC (1972–1976), SSC Napoli (1976–1977 – Anglo-Italian League Cup 1976), Bologna (1977–1979), grecki Panathinaikos AO (1979–1980), Siracusa (1980–1981), Napoli (1982–1983) i Puteolana (1983–1985)

## Sukcesy trenerskie

### Fiorentina
- Mistrzostwo Włoch: 1969

### Napoli
- Puchar Włoch: 1962
- Coppa delle Alpi: 1966
- Anglo-Italian League Cup: 1976

### Bologna
- Puchar Włoch: 1974

### Indywidualne
- Trener sezonu: 1970